# Туризм у Сербії
Сербія, розташована в південно-східній частині Європи, є країною з багатою історією, культурою та природним красивим ландшафтом. Туризм в Сербії набуває популярності завдяки своїм унікальним архітектурним пам'яткам, різноманітним природним резерватам і теплим гостинцем своїх мешканців.

## Види туризму
Культурний туризм:
Сербія славиться своєю багатошаровою історією, яка відображена в численних історичних пам'ятках. Белград, столиця країни, пропонує відвідувачам декілька фортець, включаючи Калемегданську фортецю, що визначає силует Белграда. Музеї, такі як Національний музей Сербії і Музей сучасного мистецтва Белграда, розповідають про багатий культурний спадок країни.
Природний туризм:
Сербія приваблює природною красою, включаючи плани Балкан та річки Дунай та Сава. Національний парк Тара славиться своїми величезними лісами і водоспадами. Гості також можуть відвідати прибережні курорти на річках Дунай і Сава, де вони зможуть насолодитися різноманітними водними видами спорту.
Релігійний туризм:
Сербія має багатий релігійний спадок, відображений в історичних церквах і монастирях. Монастир Острог, розташований в східній частині країни, відомий своєю унікальною архітектурою і являє собою важливе паломницьке місце. Каленичкий манастир і Печерська лавра також є центрами релігійного туризму.
Гастрономічний туризм:
Традиційна сербська кухня є важливою частиною місцевого туризму. Гості можуть скуштувати національні страви, такі як чевапчичі, айвар і сарма, в ресторанах і кафе по всій країні. Місцеві вина і традиційні напої доповнюють гастрономічний досвід Сербії.
Активний відпочинок:
Для любителів активного відпочинку Сербія пропонує різноманітні можливості, такі як пішохідні тури, велосипедні подорожі і лижні курорти в Копаонику. Національні парки і річкові долини створюють ідеальне середовище для пригодницьких подорожей.

### Туризм у містах
Крім Белграда, Сербія має чимало цікавих міст для відвідувачів. Нови Сад, Ніш і Крагуєвці пропонують свої унікальні архітектурні пам'ятки, культурні події і жваву атмосферу.
Загальна сума туризму в Сербії постійно зростає, приваблюючи подорожніх своєю різноманітністю і гостинністю. Країна не тільки показує свій багатий культурний та природний спадок, але і вкладає відвідувачам беззабарний дотик сербської гостинності.

## Визначні місця та традиції
Сербія, занурена в історію і розташована в самому серці Балканського півострова, пропонує подорожнім унікальний мікс культурних, природних та історичних перлин.

### Культурні скарби
Однією з основних принад місцевого туризму є розмаїття культурних пам'яток. Знаменита Тараханська церква, зведена в XIV столітті, стоїть як приклад сербського середньовіччя, вражаючи своєю архітектурною елегантністю та різьбленими іконами.
Монастир Студеница, включений до списку Світової спадщини ЮНЕСКО, привертає паломників своєю історією та унікальною художньою атмосферою.

### Природні резервати
Сербські природні пам'ятки захоплюють своєю красою. Національний парк Копаоник, визнаний найдавнішим на Балканах, пропонує підйомники для лижників у зимовий період та неймовірні маршрути для туристів влітку.
Драганська гора та Верховний Острог — це природні комплекси, що дарують можливість насолоджуватися панорамою зелених долин та гірських хребтів.

### Релігійні місця
Сербія славиться своїми релігійними святинями. Манастир Острог, висічений у скелях гори, зберігає артефакти та священні образи. Велика Печерська лавра та Монастир Жича також вражають своєю архітектурною майстерністю та духовною атмосферою.

### Гастрономічні делікатеси
Подорож до Сербії — це справжня гастрономічна подія. Спробуйте національні страви, такі як каймак, айвар та печена м'ясна налітка чевапчичі. Традиційні кафе та ресторани запрошують гостей на смачність місцевої кухні.

### Мальовничі міста
Сербські міста вражають своєю атмосферою та архітектурою. Нови Сад відомий своїм культурним життям, а Белград, культурна столиця Сербії, об'єднує старовинний шарм та сучасну енергію.

### Активний відпочинок
Сербія надає численні можливості для активного відпочинку. Лижні курорти на Копаонику пропонують відмінні умови для зимових забав, а річки Морава та Дунай створюють ідеальний фон для водних видів спорту.
Узагальнюючи, туризм в Сербії — це не лише подорож, але й глибоке занурення в багатство і різноманіття цієї унікальної країни.

## Сучасні тенденції та ініціативи в Сербії
Сучасний туризм в Сербії визначається не лише своєю багатошаровою спадщиною, але й новаторськими тенденціями та ініціативами, спрямованими на залучення подорожніх із всього світу.

### Еко-туризм та природний баланс
Сербія дедалі більше акцентує на значенні еко-туризму. Національні парки, такі як Фрушка Гора, стають популярними серед тих, хто цінує відпочинок в гармонії з природою. Ініціативи щодо збереження та відновлення екосистем долучаються до сталого розвитку туризму.

### Культурні фестивалі та події
Щороку у Сербії проводяться численні культурні фестивалі та події, які привертають творчі душі з усього світу. Белград називають «Фестивальним Містом», де кожен може знайти захопливі події, починаючи від музичних фестивалів і закінчуючи виставами сучасного мистецтва.

### Технологічні інновації в туризмі
В сучасному світі технології відіграють ключову роль у розвитку туризму. В Сербії впроваджуються технологічні інновації, такі як віртуальні тури та мобільні додатки, що допомагають туристам планувати свою подорож та знайти унікальні місця.

### Туризм в зонах відновлення
Сербія активно працює над відновленням і розвитком регіонів, які зазнали впливу конфліктів у минулому. Ініціативи спрямовані на створення туристично привабливих місць в цих зонах, де подорожі можуть сприяти відновленню спільнот і створенню позитивного економічного впливу.

### Спільнота та гостинність
Однією з ключових особливостей сербського туризму є гостинність місцевого населення. У теплому прийнятті гостей відображається традиційне поняття сербської культури, що додає особливий шар до туристичного досвіду.
Сербія продовжує привертати та захоплювати туристів своєю унікальною сумішшю культурного багатства, природної краси та інноваційних підходів у туризмі. Сучасні тенденції та ініціативи сприяють розвитку цієї захопливої країни як невід'ємної частини світового туристичного співтовариства.